# كريستوفر هوبنر
كريستوفر هوبنر (بالألمانية: Christopher Hübner)‏ (15 نوفمبر 1986 فيسبادن ألمانيا - ) هو لاعب كرة قدم ألماني، يلعب كلاعب وسط، لعب 71 مباراة وسجل 8 أهداف.

## مسيرته

### مسيرته مع الأندية
- 2005 - 2011 لعب مع SV Wehen Wiesbaden II [الإنجليزية]‏ 63 مباراة سجل خلالها 8 أهداف.
- 2011 - 2012 لعب مع دارمشتات 98 8 مباريات.

## روابط خارجية
- كريستوفر هوبنر على موقع بيانات كرة القدم. دي إي (الألمانية)
- كريستوفر هوبنر على موقع Soccerway.com (الإنجليزية)
- كريستوفر هوبنر على موقع عالم كرة القدم.نت (الإنجليزية)